# تشارلز سوندرز
تشارلز سوندرز (بالإنجليزية: Charles Saunders)‏ هو سياسي جنوب أفريقي، ولد في 17 أكتوبر 1857، وتوفي في 11 يناير 1931.